# Стрибки у воду на літніх Олімпійських іграх 1908
Змагання зі стрибків у воду на літніх Олімпійських іграх 1908 в Лондоні відбулися 14 і 24 липня на стадіоні Вайт-Сіті. Розіграно 2 комплекти нагород, тільки серед чоловіків. Змагалися 39 спортсменів з 9 країн. 18 липня відбулися показові виступи двох жінок.

## Медальний залік
| Дисципліна    | Золото                | Срібло                | Бронза                |
| ------------- | --------------------- | --------------------- | --------------------- |
| Трамплін, 3 м | Альберт Цюрнер (GER)  | Курт Беренс (GER)     | Джордж Ґайдзік (USA)  |
| Трамплін, 3 м | Альберт Цюрнер (GER)  | Курт Беренс (GER)     | Ґоттлоб Вальц (GER)   |
| Вишка, 10 м   | Яльмар Юганссон (SWE) | Карл Мальмстрем (SWE) | Арвід Спонґберґ (SWE) |

## Країни-учасниці
Змагалися 39 стрибунів у воду з 9-ти країн:
- Австралазія  (1)
- Бельгія  (1)
- Канада  (1)
- Фінляндія  (2)
- Німеччина  (5)
- Велика Британія  (16)
- Італія  (1)
- Швеція  (10)
- США  (2)

## Таблиця медалей
| Місце              | Країна             | Золото | Срібло | Бронза | Загалом |
| ------------------ | ------------------ | ------ | ------ | ------ | ------- |
| 1                  | Німеччина          | 1      | 1      | 1      | 3       |
| 1                  | Швеція             | 1      | 1      | 1      | 3       |
| 3                  | США                | 0      | 0      | 1      | 1       |
| Загалом (3 збірні) | Загалом (3 збірні) | 2      | 2      | 3      | 7       |